# Avellanosa de Muñó
Avellanosa de Muñó é um município da Espanha na província de Burgos, comunidade autónoma de Castela e Leão, de área 36,77 km² com população de 145 habitantes (2004) e densidade populacional de 3,94 hab/km².

## Demografia
| Variação demográfica do município entre 1991 e 2004 | Variação demográfica do município entre 1991 e 2004 | Variação demográfica do município entre 1991 e 2004 | Variação demográfica do município entre 1991 e 2004 |
| --------------------------------------------------- | --------------------------------------------------- | --------------------------------------------------- | --------------------------------------------------- |
| 1991                                                | 1996                                                | 2001                                                | 2004                                                |
| 205                                                 | 175                                                 | 152                                                 | 145                                                 |